# ジョニー・クイック
ジョニー・クイック(Johnny Quick)は、アメリカ合衆国のDCコミックスが刊行しているアメリカン・コミックスの作品の登場人物。

## ジョニー・チェンバース
本名：ジョニー（ジョン）・チェンバース
ゴールデンエイジのヒーローであり、ザ・フラッシュ以外でDCコミックスの代表的なスピードスター（高速移動能力を持つヒーロー）。ファラオの墓から発見した空間構造式を使い、スピードフォースに接触することで超高速移動ができる。さらに、それに併用して飛行能力も備えている。
第二次世界大戦中は、パー・デガトン（当時の代表的なヴィランの1人）によって、他のジャスティス・ソサエティー・オブ・アメリカメンバーとともに、一時的に時をかける戦いを行う。その戦いの中でスピードスターの能力の時間移動や加速能力を使いこなしていく。また、フランクリン・ルーズベルト大統領の護衛としても活躍をする。
大戦中の1942年4月1日にエリザベス・チェンバースと結婚し、終戦後、エリザベスは、ジェシー・チェンバースを出産した。
同じフラッシュやマックス・マーキュリー（クイックシルバー）との競演も多く、「Johnny Quick & Quicksilver」では、すでに結婚をし前線を退こうとしていたジョニーの引退が描かれる。引退後は、空間構造式の構造解明を進めていく。
以降は、会社の経営と後進の育成をしていく。インパルスや、ジェシー・クイックを新たなスピードスターとして育成していく。

## ジョニー・チェンバース（アース3）
ウルトラマン率いるクライムシンジケート・オブ・アメリカの一員として登場。
アース3でのアース1のザ・フラッシュやアース2のジョニー・クイックに対応するキャラクター。
加速能力を得ているが、それは加速薬Speed Juiceの力によるものであり、薬が切れると思考も止まってしまう。ジャスティス・ソサエティー・オブ・アメリカやジャスティス・リーグ・オブ・アメリカとは何度か戦っているが、無尽蔵にスピードがあるフラッシュやアース2のジョニーに比べて薬の効果には時間の限りがあるため、その効果が切れたところを倒される事が多い。アース1で盗んだ核ミサイルを次元を超えてアース2の未来に送ったりと、能力を生かした活躍は多い。Speed Juiceは、アース3のジョニー・クイックを完全に中毒状態になるまで蝕んでしまっている。
「Countdown: Arena」では、キャプテン・モナークに召喚され、各次元のフラッシュやスーパーマンやバットマンとの戦いを強いられる。